# Новая Дергановка
Новая Дергановка — деревня Ковылкинского района Республики Мордовия в составе Рыбкинского сельского поселения. 

## География
Находится на расстоянии примерно 28 километров по прямой на север-северо-запад от районного центра города Ковылкино.

## Истории
Известна с 1894 года, когда она была учтена как выселок Дергановский Краснослободского уезда из 9 дворов. Основана переселенцами из деревни Старая Дергановка. 

## Население
Постоянное население составляло 32 человека (мордва-мокша 97%) в 2002 году, 17 в 2010 году .